# Ferdinando (satélite)
Ferdinando é o satélite natural mais externo do planeta Urano. O movimento de sua rotação entorno do planeta Urano é no sentido retrógrado ao dos planetas do Sistema Solar. Foi descoberto por Matthew J. Holman, John J. Kavelaars, Dan Milisavljevic, e Brett J. Gladman em 13 de agosto de 2001 quando recebeu o nome provisório de S/2001 U 2.
Apesar de ter sido observado em 21 de setembro e 15 de novembro de 2001 e também em 13 de agosto e 5 de setembro de 2002, ele foi considerado como perdido. Em 24 de setembro de 2003, foi novamente observado por Scott S. Sheppard om imagens obtidas em conjunto com David C. Jewitt em 29-30 de agosto e 20 de setembro daquele ano, confirmando a descoberta de Holman.
Designado como Urano XXIV (a 24ª lua de Urano), seu nome é uma homenagem ao filho do Rei de Nápoles, de William Shakespeare na obra A Tempestade.

## Órbita

Satélites retrógrados irregulares de Urano.

Ferdinando é o satélite mais distante de Urano. Segue uma órbita retrógrada modestamente inclinada mas de alta excentricidade.
O diagrama ilusta os parâmetros orbitais das luas de órbita retrógrada de Urano com a excentricidade das órbitas representadas pelo comprimento dos segmentos que se estendem do pericentro ao apocentro.